# Sigöldulón
La Sigöldulón est un lac artificiel d'Islande. On l'appelle aussi Krókslón. 
Sa superficie est de 14 km2.
Le lac se situe dans le sud du pays, non loin du Landmannalaugar.
Les eaux du lac sont amenées par une conduite forcée vers la centrale hydroélectrique de Sigalda construite de 1973 à 1977.
Le nom de la station électrique, Sigalda, vient de la gorge (à 600 m d'altitude) par laquelle passait autrefois la rivière Tungnaá. 